# Fransk-indianska krigen
Fransk-indianska krigen (engelska: French and Indian Wars) var den rad av kolonialkrig som utkämpades i Nordamerika som en del av kampen om den europeiska och koloniala hegemonin mellan å ena sidan England (senare Storbritannien) och å andra sidan Frankrike med dess ibland allierade Spanien. På franska benämns krigen guerres intercoloniales, interkolonialkrigen. Året 1689 inleddes det första av fyra stora krig mellan de rivaliserande kolonialmakterna England, Frankrike och Spanien om hegemonin i Nordamerika. Många indianska nationer drogs in i dessa krig på den ena eller den andra sidan som ett resultat av utvecklade allianser och handelsförbindelser med de olika kolonialmakterna. Nordamerika utgjorde i praktiken en perifer och periodvis isolerad plats för stridigheter som avspeglade betydligt större konflikter i Europa.

## Översikt
De brittiska och amerikanska benämningarna på de olika krigen är i första hand hämtade från vilken regent som vid krigstillfället regerade i England och därmed även över de nordamerikanska kolonierna. De franska benämningarna är helt enkelt första, andra, tredje och fjärde kriget. 
Det första kriget som kallas kung Vilhelms krig, uppkallat efter Vilhelm av Oranien som var Englands kung mellan åren 1689 och 1702, var det första av dessa stora krig. Det varade mellan åren 1689 och 1697, då en fred slöts. Spanien var neutralt under detta krig. Striderna stod mellan England och Frankrike med sina respektive allierade i de norra gränstrakterna.
Det andra kriget kallades Drottning Annas krig. Det är uppkallat efter Anna Stuart som var det då förenade Storbritanniens förste monark mellan åren 1702 och 1714. Kriget varade mellan åren 1702 och 1713. Spanien stred tillsammans med Frankrike mot Storbritannien vilket medförde att även de engelska koloniernas södra gränstrakter blev krigsskådeplats. Detta krig slutade i och med Spanska tronföljdskrigets avslutande och omfattades av Freden i Utrecht år 1713. De territoriella förändringarna i Nordamerika bestod av att Frankrike avstod Nova Scotia (utom Cape Breton Island) till Storbritannien.
Efter ett långt mellanspel med en osäker fred och fortsatt kolonial rivalitet började de öppna krigshandlingarna åter 1739, först genom Kriget om kapten Jenkins öra, en huvudsakligen maritim konflikt mellan Storbritannien och Spanien. När Frankrike 1744 inträdde i det Österrikiska tronföljdskriget som Spaniens förbundna spreds kriget i Nordamerika. Kung Georgs krig, som detta, det tredje kriget, kom att kallas fick sitt namn från Storbritanniens kung Georg II och fick ett oavgjort slut genom freden i Aachen år 1748.
Det fjärde och sista av de fyra stora nordamerikanska kolonialkrigen, det för Nordamerika avgörande fransk-indianska kriget började i västra Pennsylvania 1754 och spreds till Europa och utvecklades till sjuårskriget när den brittisk-franska rivaliteten engagerade Europas stormakter. Kriget slutade efter Kanadas erövring med att Frankrike i freden i Paris 1763 helt övergav sina nordligaste territorier medan Spanien var tvunget att avträda Florida och de södra delarna av vad som nu är Alabama och Mississippi.
| Krigsår     | Nordamerika             | Europa                        | Freder                 |
| ----------- | ----------------------- | ----------------------------- | ---------------------- |
| 1689 – 1697 | Kung Vilhelms krig      | Pfalziska tronföljdskriget    | Freden i Rijswijk 1697 |
| 1702 – 1713 | Drottning Annas krig    | Spanska tronföljdskriget      | Freden i Utrecht 1713  |
| 1744 – 1748 | Kung Georgs krig        | Österrikiska tronföljdskriget | Freden i Aachen 1748   |
| 1754 – 1763 | Fransk-indianska kriget | Sjuårskriget                  | Freden i Paris 1763    |

### Kronologi
De fransk-indianska krigen var inte alltid helt tidsmässigt överensstämmande med de europeiska krigen. Kung Georges krig började senare än det österrikiska tronföljdskriget, medan det fransk-indianska kriget började tidigare och kan sägas ha varit en av anledningarna till sjuårskriget.

### Territoriella förändringar

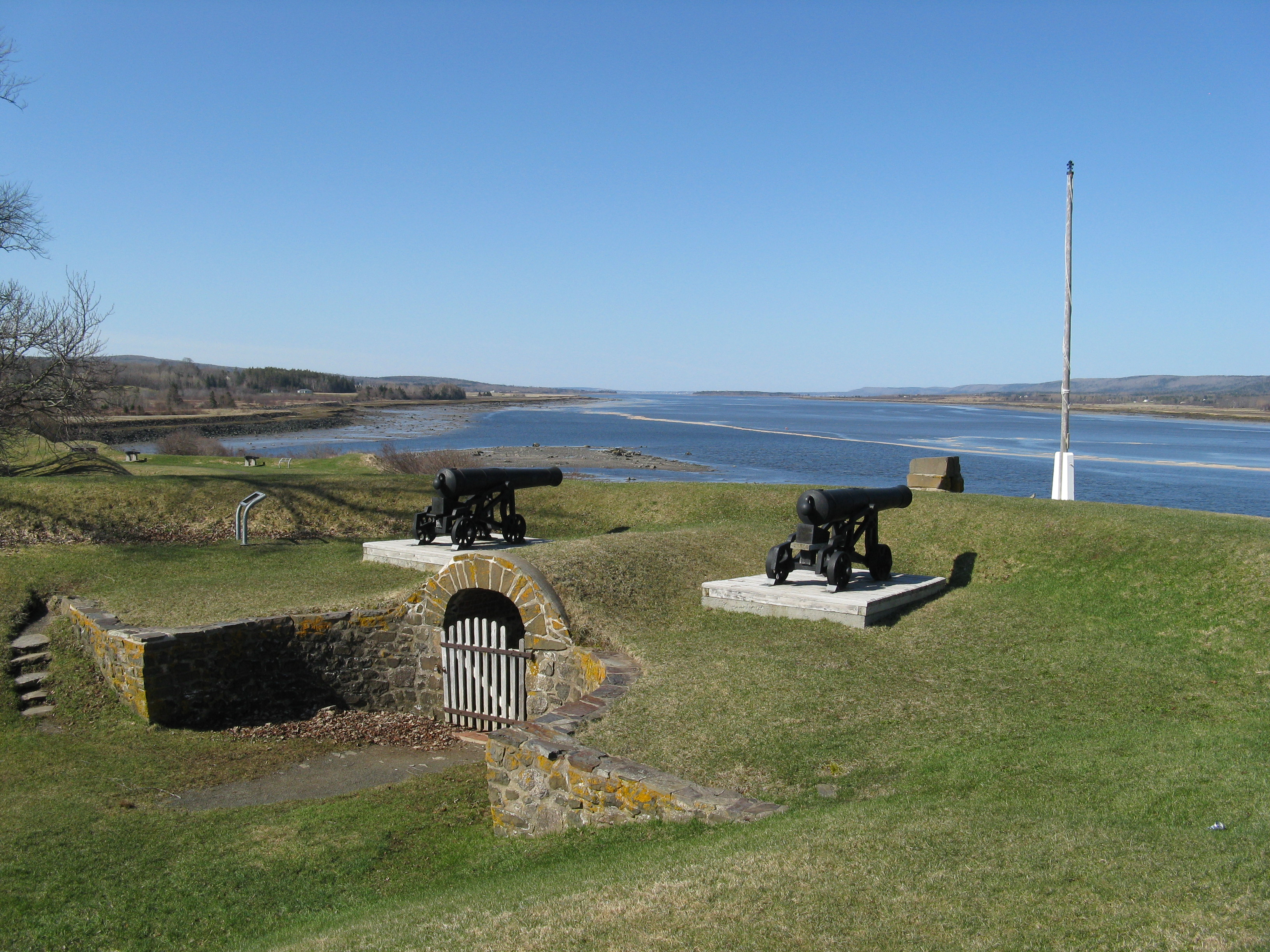
Port Royal intogs av britterna 1710 vilket ledde till att Frankrike förlorade Nova Scotia.

Kolonialmakternas territoriella anspråk före Drottning Annas krig.
Kolonialmakternas territoriella anspråk efter Drottning Annas krig. Som ett resultat av kriget tvingades Frankrike avstå från sina anspråk på Ruperts land och Newfoundland. Frankrike förlorade även en del av Akadien till Storbritannien, som därav bildade kolonin Nova Scotia.
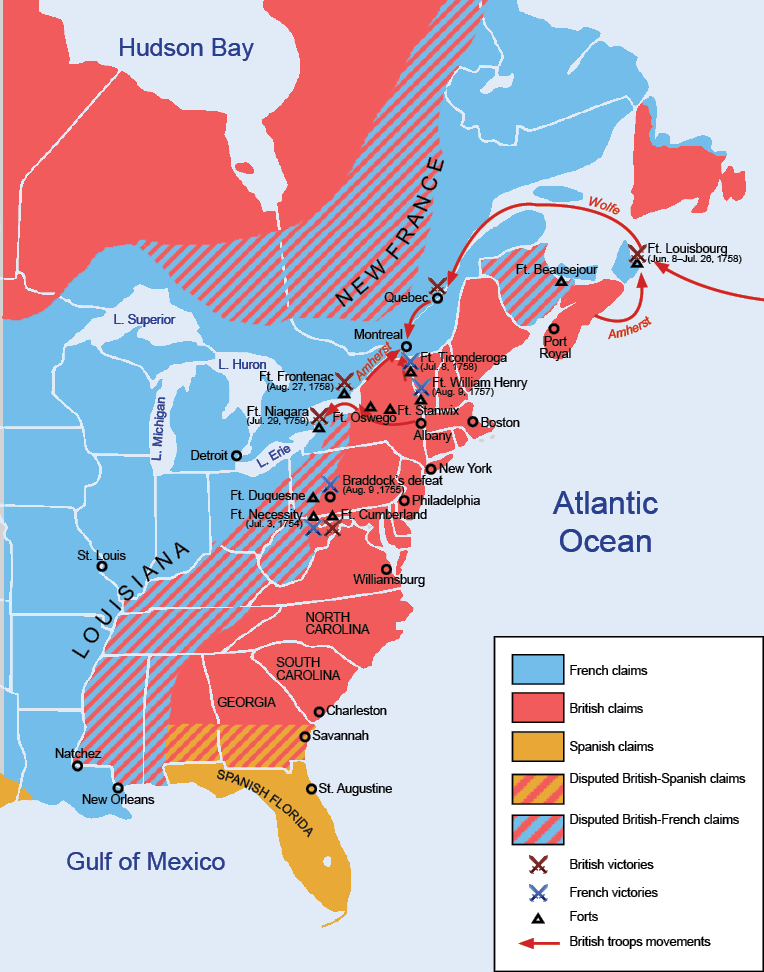
Kolonialmakternas territoriella anspråk vid tiden för fransk-indianska kriget. Kartan visar också de viktigaste militära händelserna under kriget.
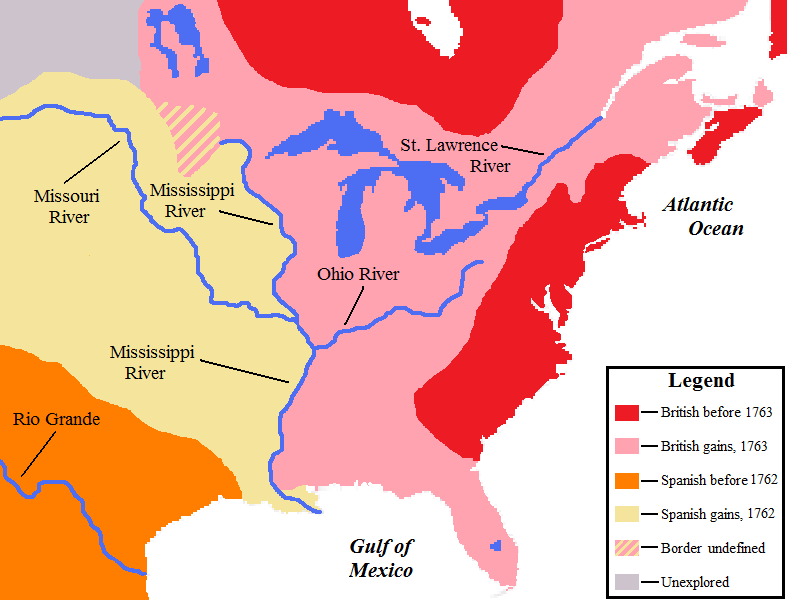
Genom freden i Paris 1763 kom Storbritannien att få överhöghet över Nordamerika öster om Mississippifloden, medan Spanien fick herraväldet väster därom.

## Krigföringen

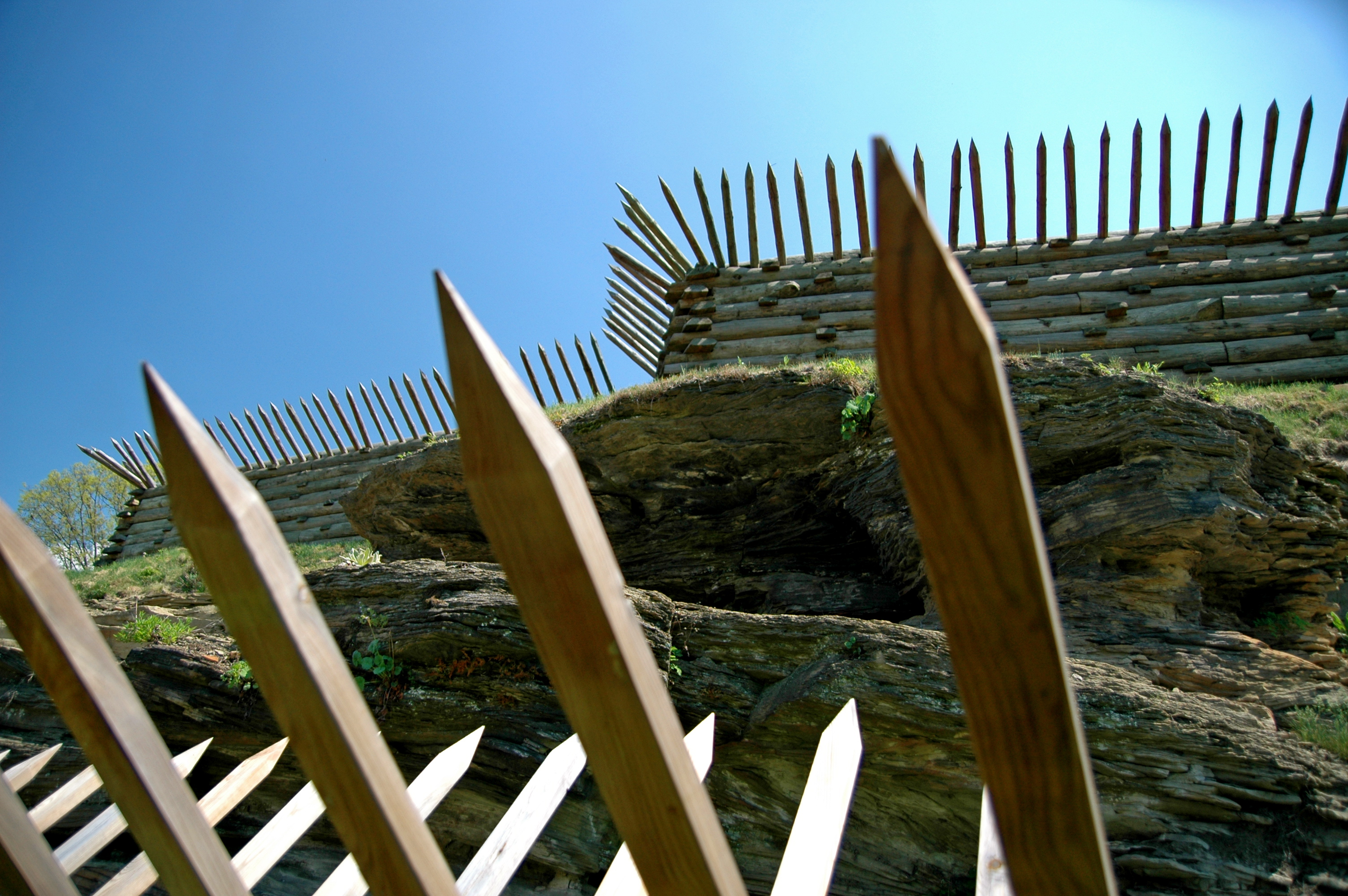
Spanska ryttare vid den rekonstruerade skansen Fort Ligonier i västra Pennsylvania illustrerar de befästa ställningar som byggdes för att kontrollera kommunikationslederna under de fransk-indianska krigen.

### Operativa mål
De krigförande makterna strävade generellt över att kontrollera de större kommunikations- och handelslederna, inte bara de sjövägar som förband kolonierna med moderländerna, eller de landförbindelser som fanns mellan de olika kolonierna, utan även de stora förbindelseleder som ledde till Nordamerikas inre delar längs vilka pälshandelns produkter transporterades. Detta var vanligen vattenvägar som gick över sjöar och på floder och sträckte sig från Atlanten till Mississippifloden. Längs dessa förbindelseleder levde de många indianska nationer som kom att involveras i stormakternas krig. De krigförande byggde befästa ställningar vid viktiga knutpunkter och begärde hjälp av den lokala indianbefolkningen med att försvara dessa fort och med att anfalla fiendens.

### Stridsteknik och taktik
En vanlig föreställning är att europeisk stridsteknik och taktik inte var anpassad för den amerikanska skogsterrängen och det indianska stridssättet och att de engelska kolonisterna därför utformade en ny stridsteknik och en ny taktik, som var inspirerade av den indianska krigskonsten. Detta för européer nya stridssätt, som innefattade skydd och skyl och betonade eldöverfallet skulle ha gjort att kolonisterna besegrade indianerna och sedan under det amerikanska frihetskriget även den brittiska armén. De fransk-indianska krigen vanns dock slutligen av Storbritannien genom tillämpning av traditionell europeisk taktik. Louisbourg kapitulerade 1758 efter en sex veckors lång belägring utförd efter den europeiska krigskonstens alla regler och slaget vid Québec 1759 var ett europeiskt fältslag på öppna fältet.  
För fransmännen var dock användningen av vad samtiden kallade la petite guerre, det "lilla kriget" eller vad man i modern svensk militärterminologi kallar det "fria kriget" nyckeln till effektiv krigföring. Före det fransk-indianska kriget fanns det aldrig tillräckligt med reguljär trupp i Kanada för att fransmännen skulle kunna använda europeisk taktik. Befolkningen i Nya Frankrike utgjorde var till antalet bara fem procent av de engelska kolonisterna. Frankrike litade därför i mycket stor utsträckning på sina indianska förbundna. Fransmännen var framgångsrika i att påverka dessa på grund av att den ringa franska folkmängden och Kanadas beroende av pälshandeln inte hotade indianernas liv och jaktmarker. De engelska kolonisterna såg däremot i första hand indianerna som ett hinder för deras egen demografiska expansion. 
Den franska marinkåren fungerade som fästningsbesättning i de skansar som byggdes, deras officerare ledde oftast också de fransk-indianska styrkor som sändes mot de engelska kolonierna. Slaget vid Monongahela 1755 var den största framgång som den franska taktiken uppnådde. Då besegrades en stark brittisk styrka under general Braddock av numerärt underlägsna fransk-indianska trupper. 

### Krigföringens natur
Under de militära sammanstötningar som ägt rum mellan de europeiska kolonialmakterna och den nordamerikanska ursprungsbefolkningen före de fransk-indianska krigens utbrott hade ett mönster för krigföringen uppkommit som även skulle karaktärisera de fyra stora krigen. Grundläggande var det komplexa nätverk av förbindelser som hade utvecklats mellan vissa indianska nationer och vissa kolonialmakter eller kolonier, där de förstnämnda blev de sistnämndas allierade eller klienter. Dessa allianser var ett resultat av de ekonomiska band som hade formats genom pälshandeln och genom de indianska nationernas behov av allierade mot sina egna indianska rivaler. 
Krigföringen inkluderade omfattande övergrepp på civilbefolkningen på alla sidor där bosättningar, både europeiska och indianska, kom att överfallas varvid invånarna dödades och hus och grödor brändes. Övergreppen eskalerade över tiden.

## Indianska förbundna

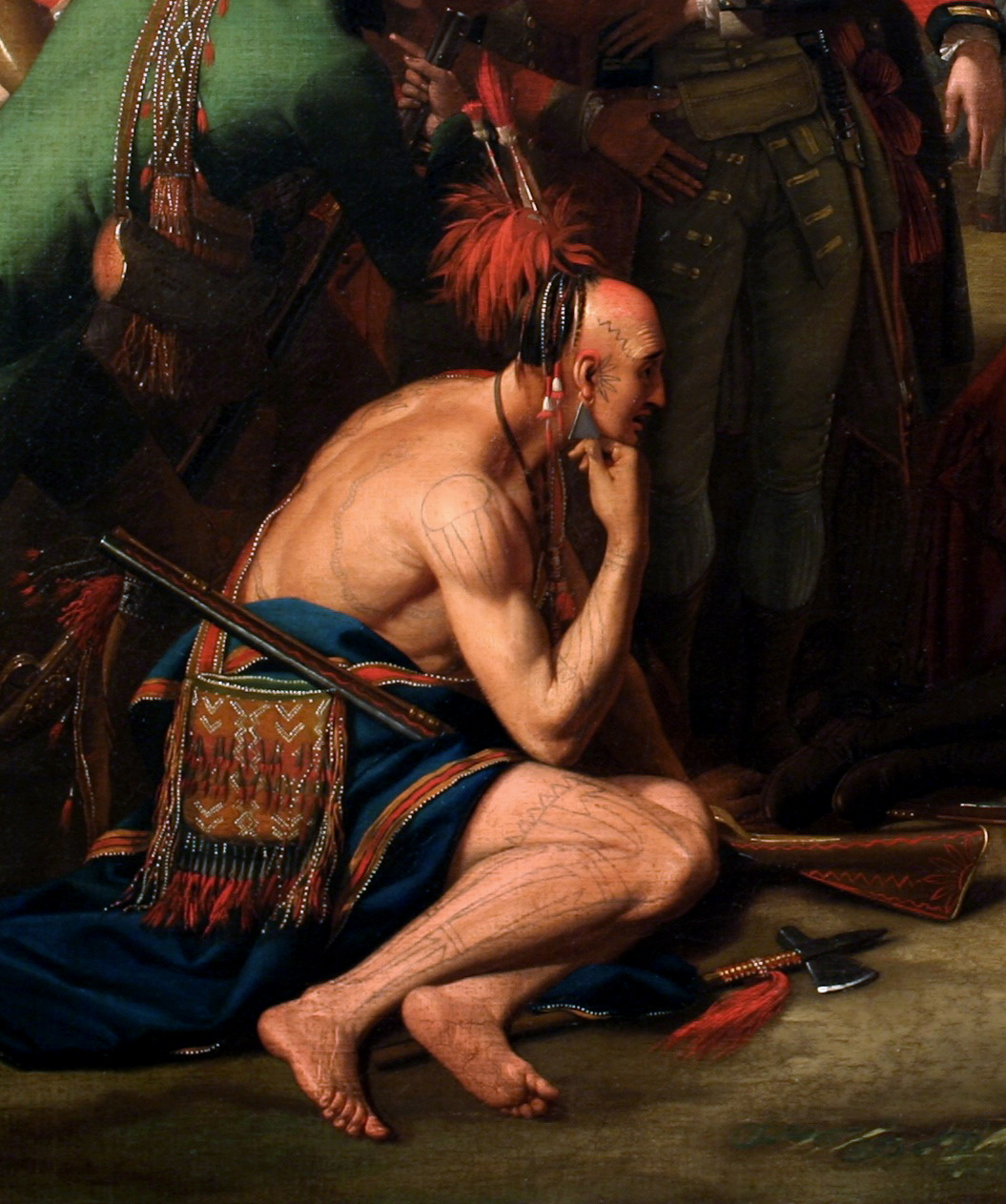
Irokesisk krigare. Detalj av målning av Benjamin West.

### Storbritanniens allierade
Genom sin geografiska belägenhet öster och söder om Lake Ontario fick Irokesförbundet en utomordentlig strategisk nyckelroll i kampen mellan England och Frankrike i nordöstra Nordamerika. Förbundets aggressiva militära och kommersiella målmedvetenhet gav dem kontroll över stora delar av inlandet och tvingade många mindre indiannationer att underordna sig deras ledarskap. Genom Förbundskedjan var irokeserna förbundna med kolonin New York och andra engelska kolonier; ett förbund som i allmänhet var parterna till nytta och i slutändan förödande för Frankrike. I ett längre perspektiv var Förbundskedjan ett verktyg för brittisk imperialism. 

### Frankrikes allierade
Frankrike erkände de indianska nationernas oberoende, samtidigt som de hävdade överhöghet över dem och rätten att föra "de förbundna nationernas" talan gentemot de europeiska makterna. Indianerna accepterade detta protektorat därför att det gav dem stöd mot andra europeiska stater samtidigt som det möjliggjorde självstyre och en traditionell livsstil. Även utan omfattande missionsverksamhet tog mi'kmaq och abenaki emot den romersk-katolska religionen, därför att den bekräftade brödraskapet med fransmännen och det gemensamma motståndet mot de engelska koloniernas aggression. Vid sidan av mi'kmaq och abenaki var Frankrikes förnämsta bundsförvanter de indiens domiciliés (bofasta indianer), som bodde vid de katolska missionerna i Nya Frankrike. Både religiösa skäl och behovet av en tillflyktsort undan engelska angrepp motiverade deras dislokation till franskt territorium. Vid slutet av de fransk-indianska krigen var alla bofasta indianer förenade i en allians kallad Le Sept Nations du Canada.

## Europeiska stridskrafter

### Storbritannien
De trupper som stred på den brittiska sidan var dels den reguljära brittiska arméns stående regementen och garnisonskompanier, dels provinstrupper uppsatta av de olika engelska kolonierna vid varje krigsutbrott, dels den koloniala milisen.

#### Brittiska armén

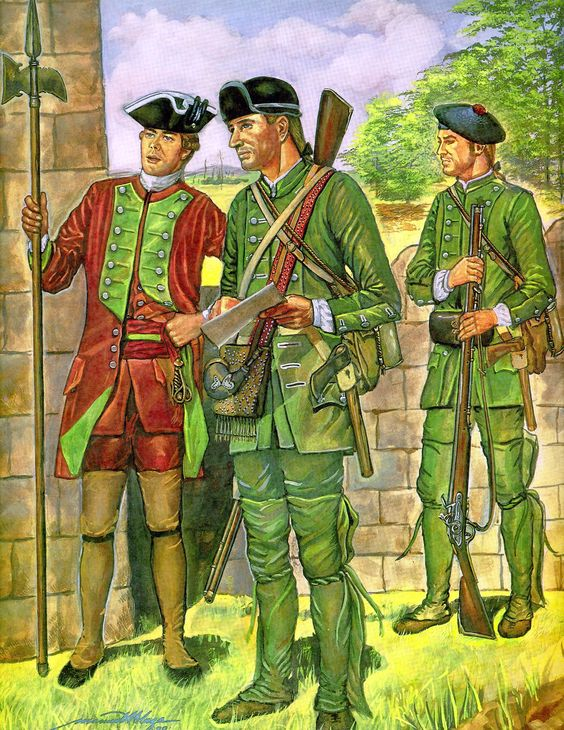
En underofficer från ett garnisonskompani (till vänster) och två soldater från ett lokalt rekryterat jägarkompani.

Den brittiska armén hade två typer av förband i Nordamerika. Det var reguljära regementen, som kommenderades till kolonierna för en längre eller kortare tid, vanligen först efter ett krigsutbrott. Dessutom fanns det självständiga garnisonskompanier, som permanent var stationerade i kolonierna för att utgöra den fredstida besättningen på fort och fästningar. Ett brittiskt infanteriregemente bestod vanligen bara av en bataljon. Regementet hade tio kompanier, åtta var linjekompanier, två var elitkompanier (ett grenadjärkompani och ett lätt kompani). Det lätta kompaniet infördes dock inte permanent i regementsorganisationen förrän efter de erfarenheter som vunnits i det fransk-indianska kriget. Ett garnisonskompani bestod av 50-100 soldater, med en kapten, en eller två subalternofficerare, tre underofficerare, tre korpraler och två trumslagare. Både de reguljära regementena och garnisonskompanierna värvades i stor utsträckning bland fattiga eller kriminella. Garnisonskompanierna hade dock lägre status. Deras soldater kom även från grupper som tvingats lämna den reguljära organisationen; fasttagna desertörer och före detta soldater. Officersbeställningarna besattes inte sällan med underofficerare, något som annars  var mycket sällsynt. Å andra sidan blev de permanent rotade i de lokalsamhällen där de var stationerade och kunde ofta förvandla krigstjänsten till en bisyssla till ett hantverk eller annat civil yrke. Efter värvningsperiodens slut blev de, till skillnad från regementenas soldater, kvar i Nordamerika.

#### Provinstrupper

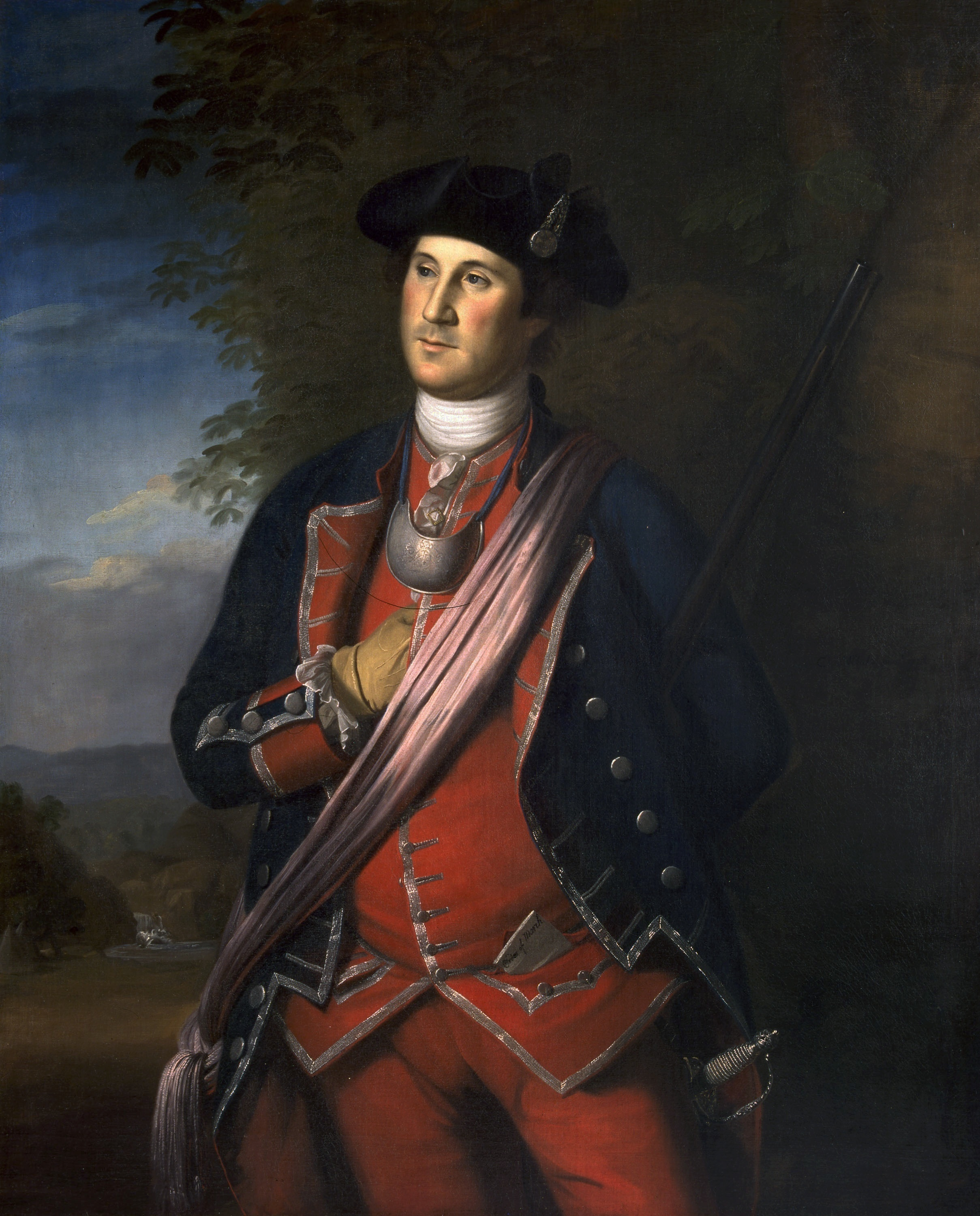
George Washington, som ung överste, iklädd Virginiaregementets blå uniform.

Vid krigsutbrott organiserade de olika kolonierna egna trupper - kallade provinstrupper - för en kortare värvningsperiod eller för så länge kriget varade. De var rekryterade från koloniernas lösa befolkningselement vilket inte bidrog till att stärka deras pålitlighet och effektivitet. Massachusetts, New York och Connecticut var oftast villiga att ställa upp stora styrkor, medan de södra kolonierna alltid var mycket tveksamma. Provinstruppernas stridsvärde betraktades som lågt av den brittiska armén, med undantag för de särskilda jägarförbanden (rangers). Vid operationer tillsammans med den reguljära armén var provinstrupperna underkastade de stränga brittiska krigsartiklarna. Provinstruppernas officerare hade lägre tjänsteställning än den reguljära brittiska arméns; under de flesta av de fransk-indianska krigen fick en provinsiell regementsofficer räkna tjänsteställning som äldste brittisk kapten och inte högre, trots att de var män som hörde hemma i den sociala eliten och ofta var medlemmar av koloniernas lagstiftande församlingar. Tvister om lydnadsförhållanden mellan arméofficerare och provinsofficerare var därför mycket vanliga. De lägre provinsofficerarna hade vanligen varit populära milisofficerare (se nedan), som lätt kunde rekrytera ett kompani. 

#### Amerikansk milis
Varje koloni hade sin egen milis vilken i princip var baserad på ett värnpliktssystem, eftersom varje man i åldern 16-60 år hade skyldighet att tjänstgöra i milisen när så påfordrades. Milisen bestod av koloniernas solida befolkningselement då varje milissoldat själv måste utrusta sig med musköt, ränsel, remtyg, krut, kulor, flintor och värja. Det var i stort sett upp till lokalsamhället att organisera sin milis. Officerarna var antingen utnämnda av guvernören eller valda av milissoldaterna. Kolonialmilisens huvuduppgift var lokalförsvar, de tjänstgjorde sällan i fält utan fungerade som ett mer eller mindre effektivt hemvärn. 

### Frankrike

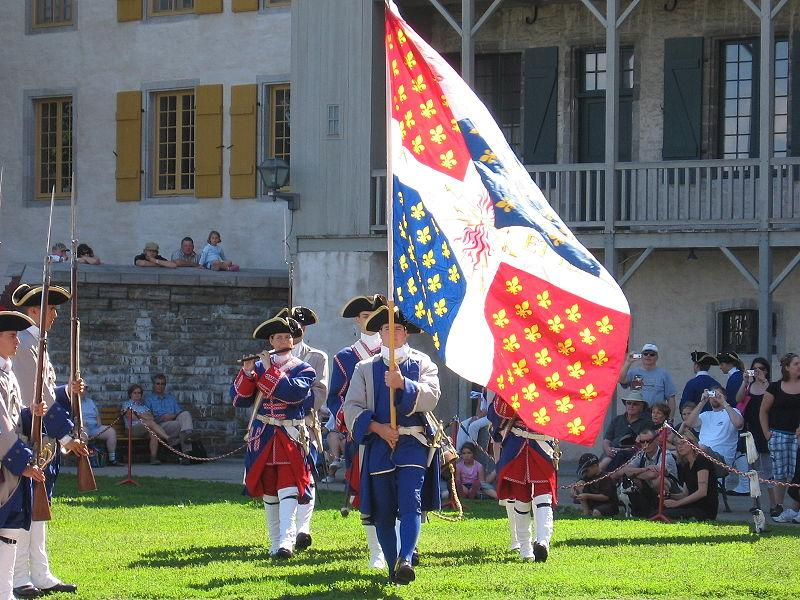
Fankvakt från Compagnie franche de la Marine (modernt historiskt återskapande).

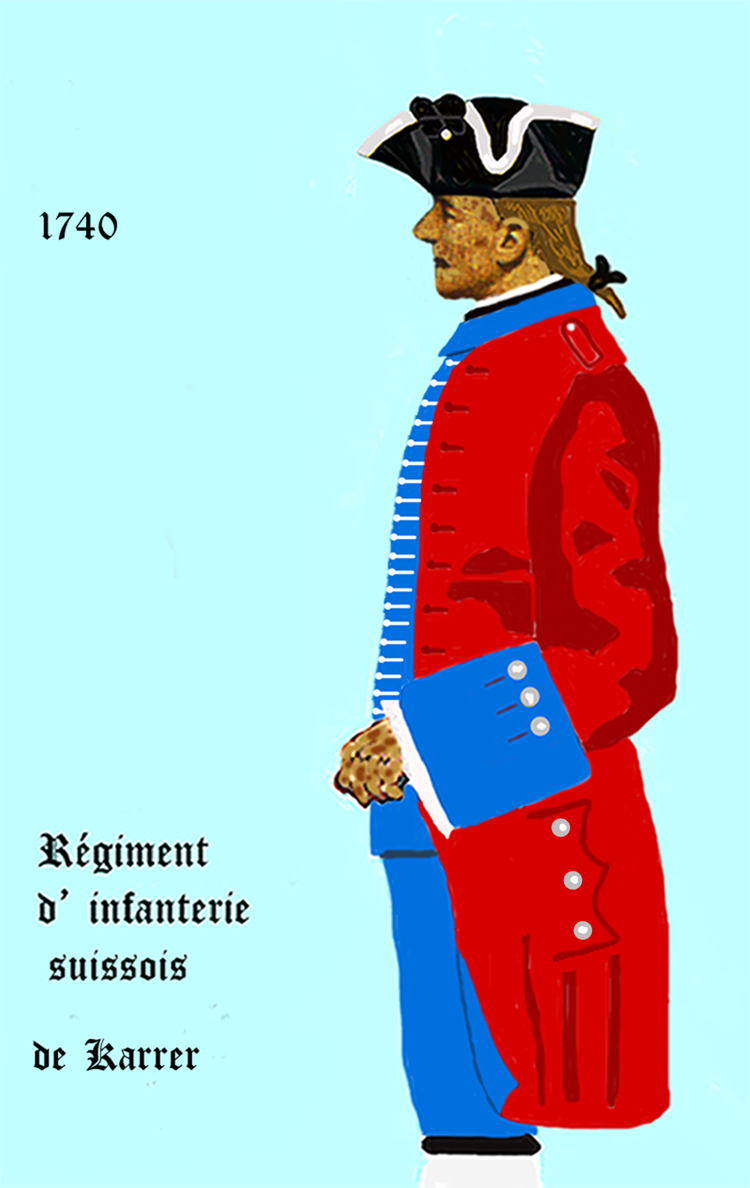
Uniform för Régiment de Karrer 1740.

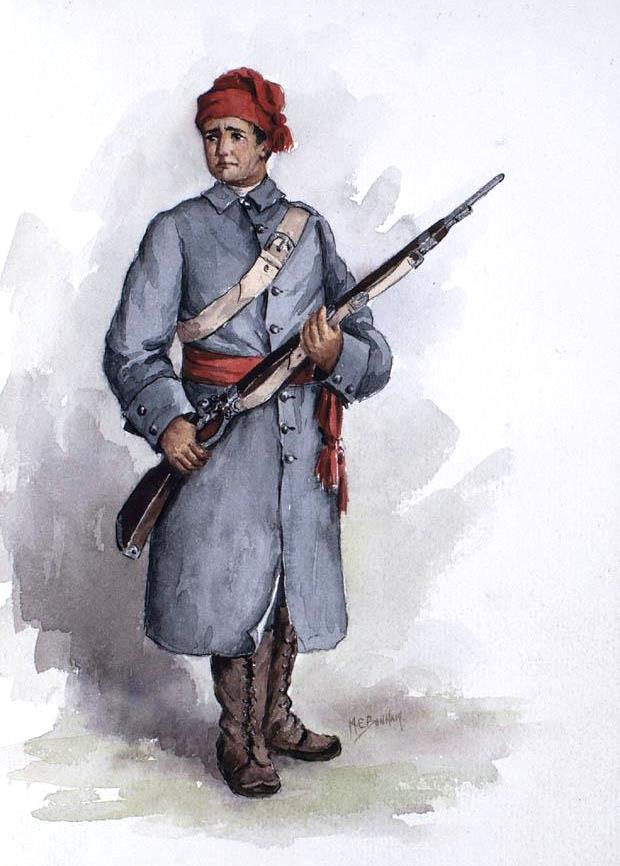
Kanadensisk milissoldat 1759.

Endast under det fransk-indianska kriget fanns det trupper från den franska armén i Nya Frankrike. Kärnan i Nya Frankrikes stridskrafter utgjordes av marintrupper (troupes de la Marine). Kolonialmilisen var av större betydelse än dess motsvarighet i de engelska kolonierna.

#### Franska armén
1754 överfördes sex bataljoner från regementena La Reine, Artois, Bourgogne, Languedoc, Guyenne och Béarn till Nya Frankrike. 1757 anlände två bataljoner från respektive La Sarre och Royal Rousillon och året därpå två bataljoner från Régiment de Berry. Varje bataljon hade en nominell styrka om 557 officerare, underofficerare och manskap och var organiserat i ett grenadjärkompani och tolv fysiljärkompanier. Även ett artillerikompani sändes över Atlanten.

#### Marintrupper
De franska kolonierna lydde under marinministeriet och det var dess trupper som utgjorde de reguljära kolonialtrupperna. Till skillnad från armén fanns det inte någon regementsorganisation i det franska marininfanteriet, utan varje kompani var självständigt, de kallades därför även Compagnies franches de la Marine (frikompanier). År 1758 fanns det 20 frikompanier i Akadien, 21 i Louisiana och 30 i Kanada. Det fanns även sex marinartillerikompanier i Nya Frankrike under det fransk-indianska kriget. Varje marininfanterikompani bestod av 1 kapten, 1 löjtnant, 1 fänrik, 1 sekundfänrik, 2 kadetter, 2 underofficerare, 3 korpraler, 2 trumslagare och 41 marinsoldater. Manskapet rekryterades i Frankrike, men bland de kompanier som var stationerade i Kanada blev officerskåren efterhand alltmer inhemsk, sedan de första kompanierna anlänt 1683. Det skedde genom att officerssöner blev kadetter, korpraler och till och med meniga soldater, som strävade efter officersbefordran. 1740 blev officerstjänsten ett privilegium för officerssöner. Tjänsteköp tillämpades inte i marintrupperna utan befordran skedde efter skicklighet. Födda i landet, uppfostrade av militära fäder, sedan barnsben vana vid strapatser, fältliv och att umgås med Frankrikes indianska allierade skapade denna officerskår av marintrupperna de fransk-indianska krigens bästa europeiska ödemarkskrigare, i stridsförmåga överlägset allt vad de engelska kolonierna kunde organisera. De engelska koloniernas rangers var ett försök att tillämpa den stridsteknik och den taktik som marintrupperna använde.   
Till marintrupperna hörde också sedan 1721 schweizerregementet de Karrer (från 1752 de Hallwyl). Det hade sin depå i Rochefort men detacherade kompanier för tjänstgöring i Frankrikes kolonier, framförallt i Nordamerika. Regementet hade schweiziska officerare, medan manskapet kom från Schweiz och Tyskland. Kommandospråket var tyska och regementet åtnjöt sin egen jurisdiktion i såväl civila som militära mål. Till skillnad från marinkårens vita uniformer, bar de som schweizerregemente röda uniformsrockar. 

#### Kanadensisk milis
Den kanadensiska kolonialmilisen hade betydligt högre stridsmoral och stridsvärde än både de amerikanska provinstrupperna och den amerikanska milisen. Detta gällde dock endast så länge de användes som hemvärnsmän och ödemarkskrigare. Ett miliskompani bestod av alla vapenföra män i åldern 16-60 vilka bodde i samma socken. Varje kompani hade 1 kapten (som även hade viktiga civila funktioner), 1 löjtnant, 1 eller 2 fänrikar samt underofficerare. Under det fransk-indianska kriget fanns det åtminstone 12 000 milissoldater i Kanada. Förutom som stridande förband användes milisen även som transporttrupp och för vägbyggnader. 

### Spanien
Spaniens deltagande i de fransk-indianska krigen inskränkte sig till att försvara den spanska kolonin Florida från angrepp från de engelska kolonierna. Norra Florida var glest befolkat på grund av anglo-indianska slavräder och den spanska närvaron inskränkte sig till missionsstationerna och till kolonins två städer, San Agustín och Pensacola. Det var endast i dessa städer som det förekom spanska trupper. Det var dels den koloniala garnisonen, dels stadsmilisen (milicia urbana). Spanska Florida skyddade förrymda slavar från de engelska kolonierna och många av dem slog sig ned i Gracia Real de Santa Teresa de Mosé, en befäst förort till San Agustín, där de beväpnades, utrustades och enrollerades i stadsmilisen. Militärt lydde Florida under Havanna och garnisonstrupper och undsättningsexpeditioner utgick från kolonialregementet i Havanna.